# Clube Ferroviário do Recife
 Clube Ferroviário do Recife is een Braziliaanse voetbalclub uit Recife in de staat Pernambuco.  

## Geschiedenis
De club werd opgericht in 1928 als Associação Atlética Great Western. In 1932 promoveerde club voor het eerst naar de hoogste klasse van het staatskampioenschap. In 1955 werd de huidige naam aangenomen. In 1994 degradeerde de club naar de tweede klasse. De club speelde daar met uitzondering van seizoen 2001 tot 2003. Hierna trok de club zich terug uit de competitie. In 2008 nam de club nog eenmalig deel aan de tweede klasse, sindsdien is het een amateurclub.